# إمارة نجران
إمارة نجران كانت أمارة في شبه الجزيرة العربية من عام 1633 إلى عام 1934. نشأت كإمارة إسلامية تحت حكم السادة المكارمة وقبائل يام في القرن السابع عشر، على الرغم من أنها تعرضت لاحقًا للنفوذ العثماني. عارضت نجران تمردًا ضد العثمانيين في جنوب الجزيرة العربية بثمانينيات القرن التاسع عشر. في المعاهدة السعودية الإدريسية لعام 1920، طالبت إمارة نجد والأحساء رسميًا بأراضي نجران، وفي عام 1921 حاولت قوات الإخوان الموالية للملك عبد العزيز ضم نجران.  كان للمملكة المتوكلية اليمنية أيضًا طموحات في نجران، وبالتالي حاولت فتحها عام 1924. حاولت القوات اليمنية احتلالها في شتاء في شتاء 1933/1934 وانتهت بالفشل، في نوفمبر 1933 قامت قوات الامام يحيى حميد الدين بغزو نجران.في عام 1934، بعد الحرب السعودية اليمنية تم إبعاده وانسحابه منها، انتهى استقلال نجران نهائيًا وضمت الإمارة إلى المملكة العربية السعودية .